# زيزار (خورموج)
زيزار (بالفارسية: زیزار) هي قرية تقع في إيران في قسم خورموج الريفي. يقدر عدد سكانها بـ 155 نسمة بحسب إحصاء 2016.